# Thenalidine
Thenalidine là thuốc kháng histamine có đặc tính kháng cholinergic được sử dụng làm thuốc chống ngứa. Nó đã bị rút khỏi thị trường Mỹ, Canada và Anh vào năm 1963 do nguy cơ giảm bạch cầu trung tính.